# Énergie au Turkménistan
Le secteur de l'énergie au Turkménistan est caractérisé par les très importantes réserves de gaz naturel de ce pays d'Asie centrale. 

## Gaz naturel et pétrole

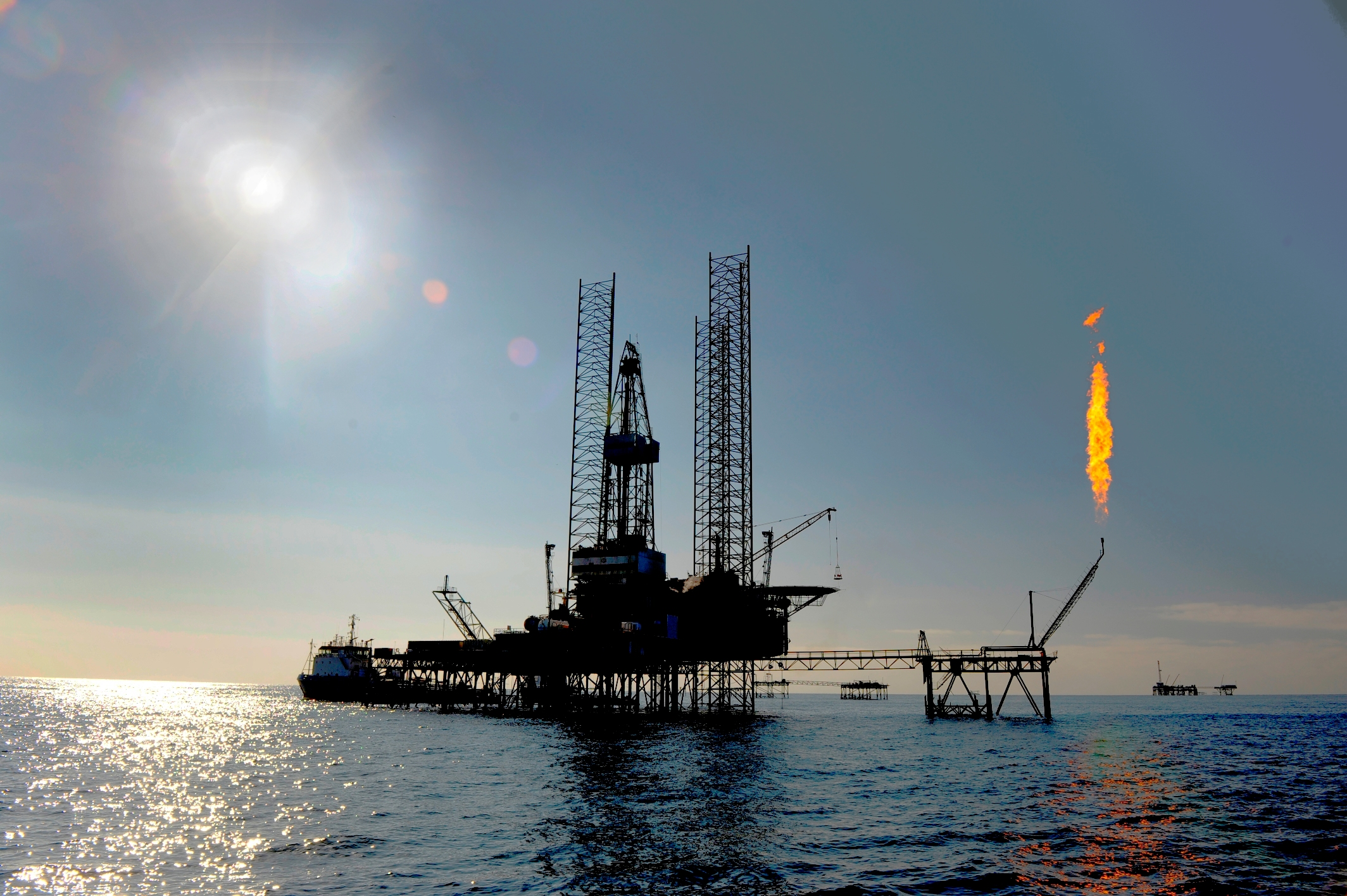
Plateforme pétrolière "Iran Khazar" dans la Péninsule de Cheleken (Turkmenistan), 2008.

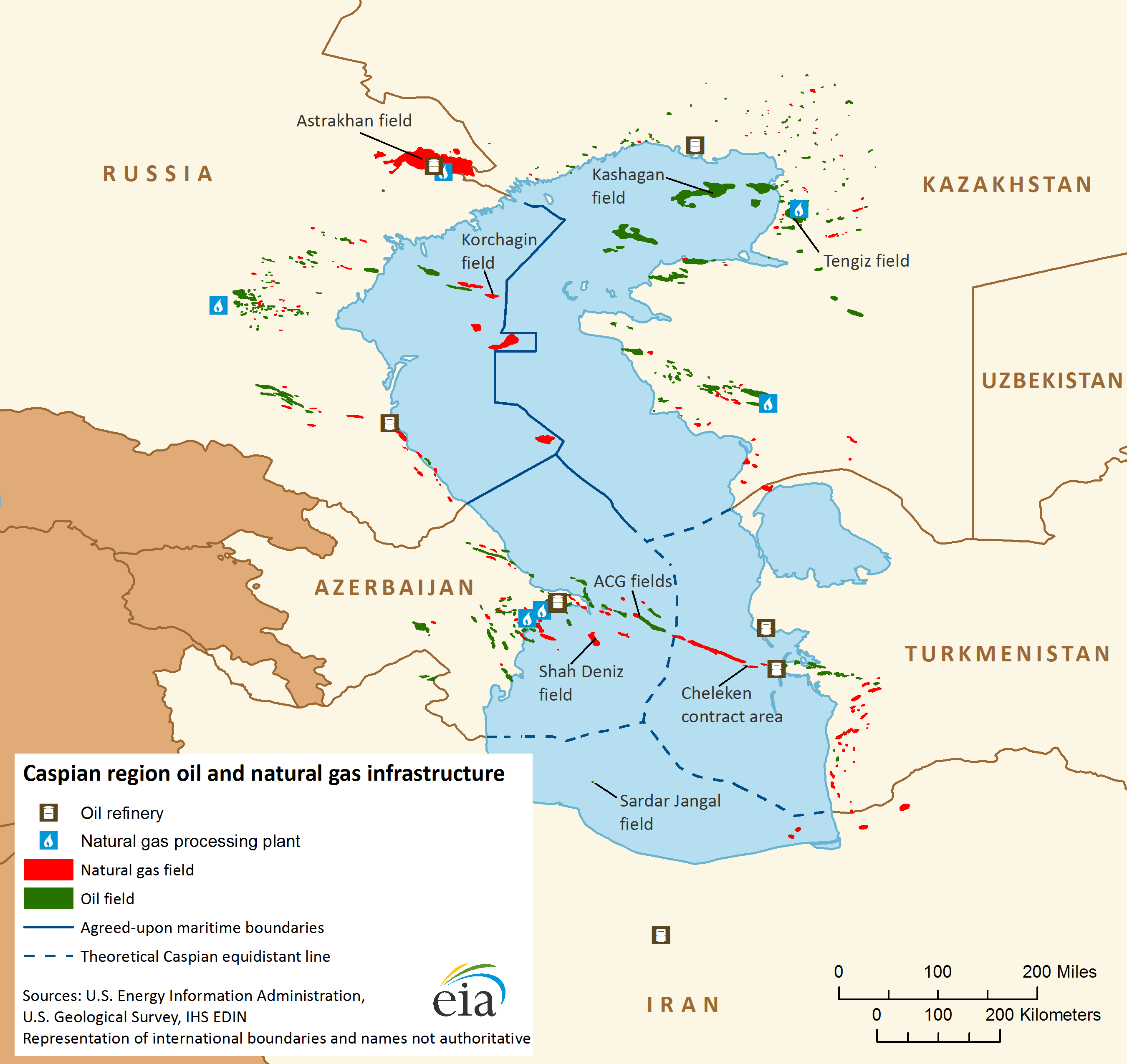
Gisements et infrastructures pétroliers et gaziers en mer Caspienne, 2013.

Le bassin de l'Amou-Daria est une formation géologique qui s'étend sous l'essentiel du territoire turkmène et déborde en Ouzbékistan, en Afghanistan et en Iran. Ce bassin, dont la géologie reste relativement mal connue, possède des ressources énormes en gaz et relativement peu d'hydrocarbures liquides
Les réserves de gaz naturel du Turkménistan sont estimées à 14 000 Gm3 (milliards de mètres cubes) ; elles se classent au 4e rang mondial. En 2023, ce potentiel reste sous-exploité : le pays n'est que le onzième producteur au monde, et sa production est exportée pour plus des trois quarts vers la Chine. Les Chinois ayant essayé de profiter de leur position dominante sur les exportations gazières du pays pour lui imposer des prix de vente au rabais, le président Serdar Berdimuhamedow tente de diversifier ses partenaires. La Russie a recommencé à acheter du gaz turkmène. Par contre, le projet de gazoduc vers l'Inde et le Pakistan est perturbé par des problèmes de sécurité en Afghanistan. Les Européens poussent le gazoduc de la Transcaspienne, qui relierait le Turkménistan et l'Azerbaïdjan à l'Europe, via la Turquie, et pourrait acheminer 10 à 15 Gm3 par an. Mais ce projet n'a de sens que s'il se réalise rapidement, car la baisse annoncée de la consommation de gaz et les nouvelles infrastructures aux États-Unis et au Qatar risquent de faire disparaître son intérêt. Des oppositions se font jour : selon The Guardian, le Turkménistan serait le premier émetteur de méthane de la planète. Les États-Unis annoncent en 2023 avoir conclu un accord de coopération avec le Turkménistan pour « déployer des solutions de détection et de réparation des fuites et développer un plan d'investissement de réduction des émissions de méthane dès 2023 ».
En 2020, le Turkménistan a produit 431 PJ de pétrole et 2 820 PJ de gaz naturel.

## Secteurs avals

Bilan pétrolier du Turkmenistan.

### Exportations d'hydrocarbures
Privé d'accès à l'océan mondial, éloigné des centres de consommation majeurs, le Turkménistan est dépendant d'importants gazoducs pour ses exportations. le gazoduc d'Asie Centrale dont le premier segment est entré en service en 1969 à l'époque soviétique, relie le pays au réseau russe. Il permet d'injecter le gaz turkmène dans le système russe, et donc indirectement de l'exporter vers l'Europe.
En 2020, le Turkménistan a exporté 2 037 PJ de gaz naturel, soit 72 % de la production ; il a également exporté 28 PJ de pétrole brut et 108 PJ de produits pétroliers.
Pour pouvoir augmenter le volume de ses exportations et ne plus être totalement dépendant de la volonté de la Russie, le Turkménistan a depuis longtemps la volonté de se doter d'autres voies d'exportation pour son gaz. Le Gazoduc d'Asie centrale - Chine, 
depuis 2009, permet d'exporter massivement du gaz vers la Chine : ces exportations ont été de presque 30 km3 en 206.

### Raffinage et consommation de pétrole
Le Turkménistan possède deux raffineries de pétrole, à Türkmenbaşy et à Seýdi. Le pays a raffiné 153 000 barils par jour en 2016, ce qui est presque égal à sa consommation.

## Secteur électrique
En 2020, le Turkménistan a produit 22 534 GWh d'électricité, dont 99,99 % à partir de gaz naturel et 3 GWh d'hydroélectricité. Les exportations d'électricité se sont élevées à 3 201 GWh, soit 14,2 % de la production.
Ces exportations sont actuellement destinées à l'Iran et à l'Afghanistan, et le pays projette de connecter son réseau avec la Caucase (à travers la Mer Caspienne, la Pakistan, le Tadjikistan, et le Kazakhstan, pour augmenter et diversifier ses exportations

## Impact environnemental

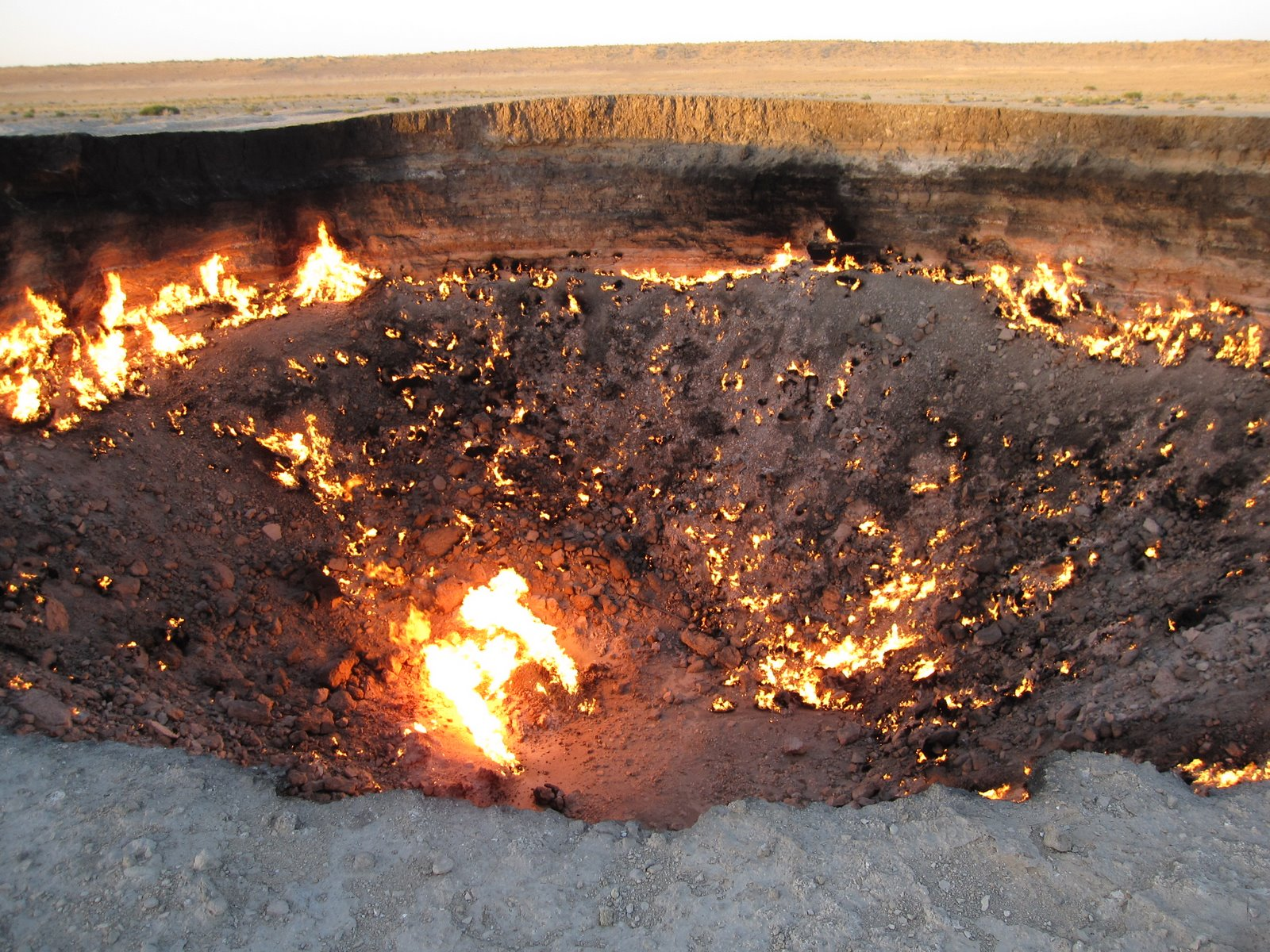
Cratère de Darvaza, 2009.

De nombreuses fuites de méthane ont lieu au Turkménistan. Le gaspillage est courant et l'abondance des réserves n'incite pas à la diminution des émissions. En 2020, l'Agence internationale de l'énergie estime que le pays est le troisième plus gros émetteur derrière la Russie et les États-Unis. Les gazoducs et oléoducs sont hérités de l'ère soviétique et vétustes, ils sont la source de nombreuses fuites.
En 2022, le Turkménistan a relâché près de 4,4 millions de tonnes de méthane dans l’atmosphère. Une étude commandée par The Guardian à la start-up Kayrros, spécialisée dans l’acquisition et le traitement d’images satellitaires, identifie les sources de ces émissions : deux champs d’hydrocarbures situés à l’est de la ville d’Hazar dans l’ouest du pays. L'effet de serre causé par ces émissions est supérieur à celui des émissions annuelles du Royaume-Uni. Sur la période 2019-2022, les données satellitaires exploitées par Kayrros ont permis de détecter 840 événements dits de “superémission”, issus de fuites de puits, de sites de stockage ou de conduites, sur le territoire du Turkménistan. Une étude publiée en 2022 dans la revue « Environmental Science and Technology » a révélé que le Turkménistan, et plus particulièrement la côte Caspienne, était l’une des plus grandes zones d’émission de méthane au monde.
Le cratère de Darvaza (ou Derweze), situé dans le désert du Karakoum, brûle depuis un demi-siècle en rejetant dans l'atmosphère d'énormes quantités de méthane. Surnommé "la Porte de l'enfer", ce gouffre d'environ 70 mètres de diamètre et 30 mètres de profondeur serait le résultat d'une opération d'exploration gazière qui a mal tourné en 1971 : des ingénieurs soviétiques ont effectué un forage pour quantifier les réserves du site, mais le sol instable s'est effondré.
La mission EMIT lancée en juillet 2022 par la NASA a permis d'identifier plus de 50 « super-émetteurs » de méthane à travers le monde. Au Turkménistan, l'instrument a identifié douze panaches issus d'une infrastructure gazière et pétrolière à l'est de la ville portuaire de Hazar. Les vents soufflant vers l'ouest, certains de ces panaches s'étendent sur plus de 32 kilomètres.